# Grauschleier
Grauschleier ist eine Metapher für eine meist unerwünschte graue Verfärbung einer Oberfläche.

## Fotografie
Als „Grauschleier“ wird in der Analogfotografie der Absorptionsgrad unbelichteten entwickelten Filmmaterials bezeichnet.
Er liegt üblicherweise bei einer optischen Dichte zwischen D=0,15 und D=0,3 (70 % bis 50 % Durchlässigkeit). Ursache sind Reflexionen an den Trennschichten zwischen Luft und Trägermaterial, Streuungen in der Gelatineschicht, sowie verbleibende Silberrückstände in der Gelatineschicht.

## Textilien
Die Ablagerung von Kalkseife auf der Textilfaser führt zu Verkrustungen auf dem Gewebe, welche die Wäsche grau und hart machen und den sogenannten „Grauschleier“ verursachen. Auch die Abscheidung von Oligomeren beim Waschvorgang kann einen solchen „Grauschleier“ erzeugen. Dem Grauschleier kann mit optischen Aufhellern entgegengewirkt werden, wodurch weiße Textilien noch weißer wirken. Es handelt sich dabei um sehr komplexe organische Verbindungen, mit denen die ganze Textil-Oberfläche überzogen wird. Die Aufheller absorbieren ultraviolettes Licht und gegen es als blaues Licht im sichtbaren Bereich des Spektrums ab.

### Waschmittelwerbung
Die Metapher „Grauschleier“ wird auch in der Werbung für Waschmittel genutzt. 1938 nutzte Schicht Radion den Satz „Wäsche – von keinem Grauschleier getrübt – das ist radionweiße Wäsche“ in einer Zeitungswerbung. Im Frühjahr 1968 kam das Waschmittel Fakt von Henkel mit dem Slogan „Fort mit dem Grauschleier!“ auf den Markt.

### Lied
Mit Bezug auf die Waschmittelwerbung machte 1979 die Gruppe Fehlfarben den Begriff Grauschleier in einer Textzeile des Liedes Grauschleier auf ihrer LP Monarchie und Alltag bekannt. „Es liegt ein Grauschleier über der Stadt, den meine Mutter noch nicht weggewaschen hat“ machte aus dem Begriff ein Symbol für das „Grau in den Herzen der Menschen“.